# 秘密ドールズ
「秘密ドールズ」（ひみつドールズ）は、中原麻衣&清水愛の1枚目のシングル。2006年5月24日にLantisから発売された。

## 解説
表題曲「秘密ドールズ」は、テレビアニメ『ストロベリー・パニック』の前期エンディングテーマとして使用された。曲名と歌詞、メロディは、百合を想起させる仕上がりになっている。
本人達によるキスシーンを収録したPVのDVDが付いている。

## 収録曲
（全作詞: 畑亜貴）
1. 秘密ドールズ [3:52]
  - 作曲・編曲: 大久保薫
2. 果実的ボーダーライン [4:45]
  - 作曲・編曲: 岡ナオキ
3. 秘密ドールズ（OFF VOCAL）
4. 果実的ボーダーライン（OFF VOCAL）

## 収録作品
| 曲名                     | 収録アルバム                                      |
| ------------------------ | ------------------------------------------------- |
| 秘密ドールズ （TV size） | ストロベリー・パニック オリジナルサウンドトラック |
| 秘密ドールズ             | Chronicle                                         |
| 果実的ボーダーライン     | Chronicle                                         |
| 秘密ドールズ             | ナニコレ。萌 〜girls unit compilation〜           |